# 606701 Golda
606701 Golda è un asteroide della fascia principale. Scoperto nel 2013, presenta un'orbita caratterizzata da un semiasse maggiore pari a 2,9444130 au e da un'eccentricità di 0,2028948, inclinata di 4,71037° rispetto all'eclittica.
Dal 21 dicembre 2021 al 21 marzo 2022, quando 607372 Colombounilanka ricevette la denominazione ufficiale, è stato l'asteroide denominato con il più alto numero ordinale. Prima della sua denominazione, il primato era di 594913 'Ayló'chaxnim.
L'asteroide è dedicato all'astronomo polacco Zdzisław A. Golda.